# 1987 en Palestine
Chronologie de la Palestine
- 1983
- 1984
- 1985
- 1986
- 1987
- 1988
- 1989
- 1990
- 1991

Cette page concerne les événements survenus en 1987 en Palestine :

## Événements
- Rencontres de paix Amirav-Husseini (en)
- 9-22 février : Troubles palestiniens (en)
- 25 mars-15 avril : Troubles du printemps 1987 en Cisjordanie (en)
- 5 septembre : Quatre avions de combat israéliens bombardent trois bases de la guérilla de l'Organisation de libération de la Palestine à la périphérie du camp de réfugiés palestiniens d'Ain al-Hilweh, au Liban. Jusqu'à 41 personnes auraient été tuées dans l'incident. Un porte-parole de Tsahal affirme que les cibles bombardées étaient utilisées par des cellules terroristes qui planifiaient des raids contre des cibles israéliennes[1].
- 8 octobre : Au cours d'une fusillade entre les forces de sécurité israéliennes et quatre combattants du Jihad islamique dans la bande de Gaza, les quatre guérilleros sont tués, ainsi qu'un officier du Shin Bet[2].
- 6 décembre : L'homme d'affaires israélien Shlomo Takal est poignardé à mort sur la principale place commerçante de la ville de Gaza[3].
- 8 décembre : Un chauffeur de camion israélien entre en collision avec deux taxis transportant des travailleurs rentrant de leur travail en Israël. Quatre Palestiniens du camp de réfugiés de Jabalia, dans la bande de Gaza, sont tués dans l'incident. Une rumeur qui s'est répandue parmi les Palestiniens, selon laquelle l'accident était délibéré et avait été commis en représailles au meurtre d'un homme d'affaires israélien dans la ville de Gaza deux jours plus tôt, a déclenché la première Intifada le lendemain[4].
- 9 décembre 1987 : Début de la première intifada (fin le 13 septembre 1993) : violences, émeutes, grèves générales et campagnes de désobéissance civile menées par les Palestiniens en Cisjordanie et dans la bande de Gaza. Les forces israéliennes répondent par des gaz lacrymogènes, des balles en plastique et des balles réelles[5].

## Créations
- 10 décembre : Le Hamas est fondé par l'érudit islamique palestinien Ahmed Yassine après le déclenchement de la première intifada.
- Cinema Jenin
- Commandement unifié de l'Intifada
- Société académique palestinienne pour l'étude des affaires internationales (en)

## Sortie de film
- Noce en Galilée

## Décès
- Naji al-Ali, caricaturiste assassiné à Chelsea (Londres) en Angleterre.